# Belvosia auripilosa
Belvosia auripilosa là một loài ruồi trong họ Tachinidae.